# Il vincitore (film 1932)
Il vincitore (Der Sieger) è un film del 1932 diretto da Hans Hinrich e Paul Martin.

## Produzione
Il film fu prodotto dall'UFA.

## Colonna sonora
Le musiche del film furono affidate alla Jazz-Orchester Hans Bund. Vi parteciparono, in qualità di esecutori, i componenti della Comedian Harmonists, un complesso orchestrale che, di lì a poco, all'avvento del nazismo, avrebbe incontrato una serie di difficoltà tanto da arrivare allo scioglimento del gruppo originale, composto tra gli altri, da tre musicisti israeliti.
- Hoppla, jetzt komm' ich (musica di Werner R. Heymann, parole di Robert Gilbert)
- Telegrafen-Song (musica di Werner R. Heymann, parole di Robert Liebmann)
- Es führt kein andrer Weg zur Seligkeit (musica di Werner R. Heymann, parole di Robert Gilbert)
- Wir tanzen ein und sehen aus! (musica di Werner R. Heymann, parole di Max Kolpé)
- Spottlied (musica di Werner R. Heymann, parole di Robert Gilbert e Max Kolpé)

Le coreografie furono firmate da Heinz Lingen.

## Distribuzione
Distribuito dalla Universum Film AG (UFA), uscì nelle sale cinematografiche tedesche nel 1932, proiettato il 21 marzo in prima al Gloria-Palast di Berlino. In Francia, fu presentato il 25 aprile 1932 e, nello stesso anno, anche n Finlandia il 24 aprile. Distribuito dalla Protex Pictures Corporation, fu presentato negli Stati Uniti a New York il 1º giugno 1932. In Danimarca, con il titolo Den Sejrende, uscì il 15 agosto 1932. In Italia fu distribuito il 3 gennaio 1933, con un doppiaggio curato da Mario Almirante.